# 춘성중학교
춘성중학교(春城中學校)는 대한민국 강원특별자치도 춘천시 신북읍 율문리에 있는 공립 중학교이다.

## 학교 연혁
- 1948년 5월 31일 : 공립중학교(춘성중학교)로 설립 인가
- 1948년 9월 20일 : 개교
- 1948년 10월 31일 : 춘성공립중학교로 재인가(6학급)
- 1956년 3월 10일 : 제1회 졸업식(23명)
- 1980년 3월 1일 : 춘성고등학교에 병설 인가(중학교 남·녀 분리)
- 1992년 3월 1일 : 춘성중학교로 통폐합(남·녀 공학), 고등학교와 분리
- 2007년 11월 14일 : 특수학급 인가
- 2025년 1월 6일 : 제70회 졸업식(31명, 연 6,786명)
- 2025년 3월 1일 : 제36대 홍명희 교장 부임

## 참고 자료
- 춘성중학교 - 한국교육학술정보원 학교알리미